# Аристий Фуск
(Марк) Ари́стий Фуск (лат. (Marcus) Aristius Fuscus; умер после 23 года до н. э., Римская империя) — римский государственный деятель из плебейского рода Аристиев, военный трибун 52 года до н. э. Участник Галльской кампании Гая Юлия Цезаря, знакомый Горация.

## Биография
Марк Аристий Фуск принадлежал к малоизвестному плебейскому роду; по мнению исследователя Эрика Грюна, его родиной могла быть Этрурия.
Марк являлся современником и приятелем Квинта Горация Флакка, который упоминает его в своих «Сатирах», «Одах», а также и в некоторых других сочинениях. Так, в частности, в одном из «Посланий» поэт обращается к Аристию, характеризуя при этом адресата и себя как «близнецов», разделённых, однако, любовью к городу и деревне соответственно. А в одной из «Сатир» Фуск встречает героя Горация, противостоящего невежде, однако не может ничем ему помочь.
Помпоний Порфирион называет Аристия Фуска выдающимся грамматиком и автором комедий, а Гелений Акрон, в свою очередь, причисляет его к трагикам.
Аристий также фигурирует в комедии Бена Джонсона «Рифмоплёт» (1601).